# Burîkî, Burîn
Burîkî (în ucraineană Бурики) este localitatea de reședință a comunei Burîkî din raionul Burîn, regiunea Sumî, Ucraina.

## Demografie
Componența lingvistică a localității Burîkî
     Ucraineană (99,34%)
     Alte limbi (0,66%)
Conform recensământului din 2001, majoritatea populației localității Burîkî era vorbitoare de ucraineană (99,34%), existând în minoritate și vorbitori de alte limbi.